# Пост у исламу
Пост у исламу, познат и као Саум (صَوْم), Сијам (صِيَام), Рузех или Розах (перс. روزه), представља потпуно одрицање од хране, пића, пушења, полних и било којих других телесних задовољстава, али и недоличног говора и понашања од зоре до заласка сунца, у име Алаха. Пост у току деветог месеца исламског календара, Рамазана, који траје 29 или 30 дана, је обавезан за све физички и психички здраве и пунолетне муслимане и муслиманке (у исламу се под пунолетством подразумева пубертет). То је четврти ступ ислама. Постоје два оброка у Рамазану, сехур (лакши оброк пре почетка поста) и ифтар (обилнији оброк након завршетка поста). Пост се започиње и прекида пригодним молитвама, најчешће уз воду и датуле, следећи праксу пророка Мухамеда.